# Saint-Martin (métro de Paris)
Pour les articles homonymes, voir Saint-Martin.
Saint-Martin est une station fermée du métro de Paris, sur les lignes 8 et 9 entre les stations Strasbourg - Saint-Denis et République. Elle est située à la limite des 3e et 10e arrondissements de Paris. Avec deux lignes (8 et 9) et quatre quais, c'est la plus grande des stations fermées du métro de Paris.

## Histoire

### Ouverture
La station est mise en service en 1931.

### Fermeture
La station ferme le 2 septembre 1939, au début de la Seconde Guerre mondiale,.
En 1948 et 1949, les couloirs de la station fermée accueillent des publicités en mosaïques, servant de showroom pour tester ce genre de publicité, mais celles-ci ne seront jamais déployées sur le reste du réseau, notamment à cause du renouvellement trop coûteux et complexe. En 1988, les quais sur la ligne 8 ont été murés pour les séparer de la voie, cela afin d'y accueillir des personnes sans abri. Cet accueil fut remplacé en 2000 par un accueil de jour, géré par l'Armée du salut, la solution d'hébergement sur un quai de métro n'étant pas idéale.
La station a conservé son carrelage caractéristique commun aux autres stations souterraines.

### Réutilisation littéraire
Dans son roman La station Saint-Martin est fermée au public (2005), l'écrivain Joseph Bialot nous replonge à la fin de la Seconde Guerre mondiale en racontant l'histoire d'un ancien déporté d'Auschwitz qui, une fois de retour à Paris, a tout oublié de l'enfer qu'il a vécu et renoue finalement avec ses souvenirs en se remémorant cette station de métro, disparue au moment de la mobilisation générale en 1939.

### Utilisation publicitaire
En mars 2010, les quais de la station le long de la ligne 9 hébergent une opération de communication pour la voiture Nissan Qashqai, avec plusieurs véhicules installés sur les quais de cette station fantôme, redécorés pour l'occasion par de nombreux effets lumineux,.
Lors de la manifestation culturelle annuelle Nuit blanche, les 2 et 3 octobre 2010 de 19 h à 7 h du matin, la station accueille « Metroscope, 2010 », une création proposée par l'École nationale supérieure des arts décoratifs (ENSAD) sous la direction de Laurent Ungerer. Les étudiants figés dans une pose sur le quai de la ligne 9 en direction de Pont de Sèvres créent avec leur corps une typographie, le passage d'une rame formant un mot qui peut être lu par les voyageurs. Les mots sont formés durant la nuit à partir de l'anagramme des sept lettres contenues dans « Saint-Martin ». L'expérience se prolonge à titre exceptionnel durant deux jours, les lundi 4 et mardi 5 octobre de 17 h à 23 h ,.
En 2010, les quais de la stations accueillent une campagne publicitaire pour H&M par la créatrice Sonia Rykiel.
Du 16 au 25 mai 2012, les quais de la station le long de la ligne 9 accueillent une partie des décors du film Prometheus de Ridley Scott. La RATP ajoute même cette station fantôme aux plans situés dans les rames.
Fin octobre 2012, le quai est utilisé pour la promotion de la tablette Microsoft Surface : pour l'occasion, des tubes en néon ayant la forme de la tablette tactile de Microsoft sont fixés au mur de telle sorte que les voyageurs puissent voir cette publicité.
Du 22 au 26 mars 2015, la station est utilisée par Nike pour promouvoir la saga Air Max. Des néons et des bulles d'air géantes sont installées dans l'ancienne station de la ligne 9 en direction de Pont de Sèvres.
Du 21 juillet au 2 août 2023, la station est redécorée par The Walt Disney Company pour promouvoir la sortie du film Le Manoir hanté.

## Services aux voyageurs

### Accès
La station, fermée, dispose de deux accès, l'un à l'extrémité ouest de la rue René-Boulanger, l'autre au droit du 31, boulevard Saint-Martin.

### Quais
Les quais des deux lignes, longs de 105 mètres, sont de configuration particulière : au nombre de deux par point d'arrêt, ils sont isolés dans deux demi-stations séparées par un piédroit central du fait de leur édification au sein d'un terrain instable, chacune possédant une voûte elliptique.
Le restant de l'aménagement était relativement classique : les carreaux en céramique blancs biseautés recouvrent les piédroits, voûtes et tympans, tandis que les cadres publicitaires sont en faïence à motifs végétaux dans le style « Entre-deux-guerres » de la CMP d'origine.
Les couloirs d'accès disposent encore de la rampe en fer centrale permettant de séparer les flux entrant et sortant,  avec les poinçonneurs situés à chaque extrémité. de même, le bureau du chef de station existe toujours.

## Galerie de photographies

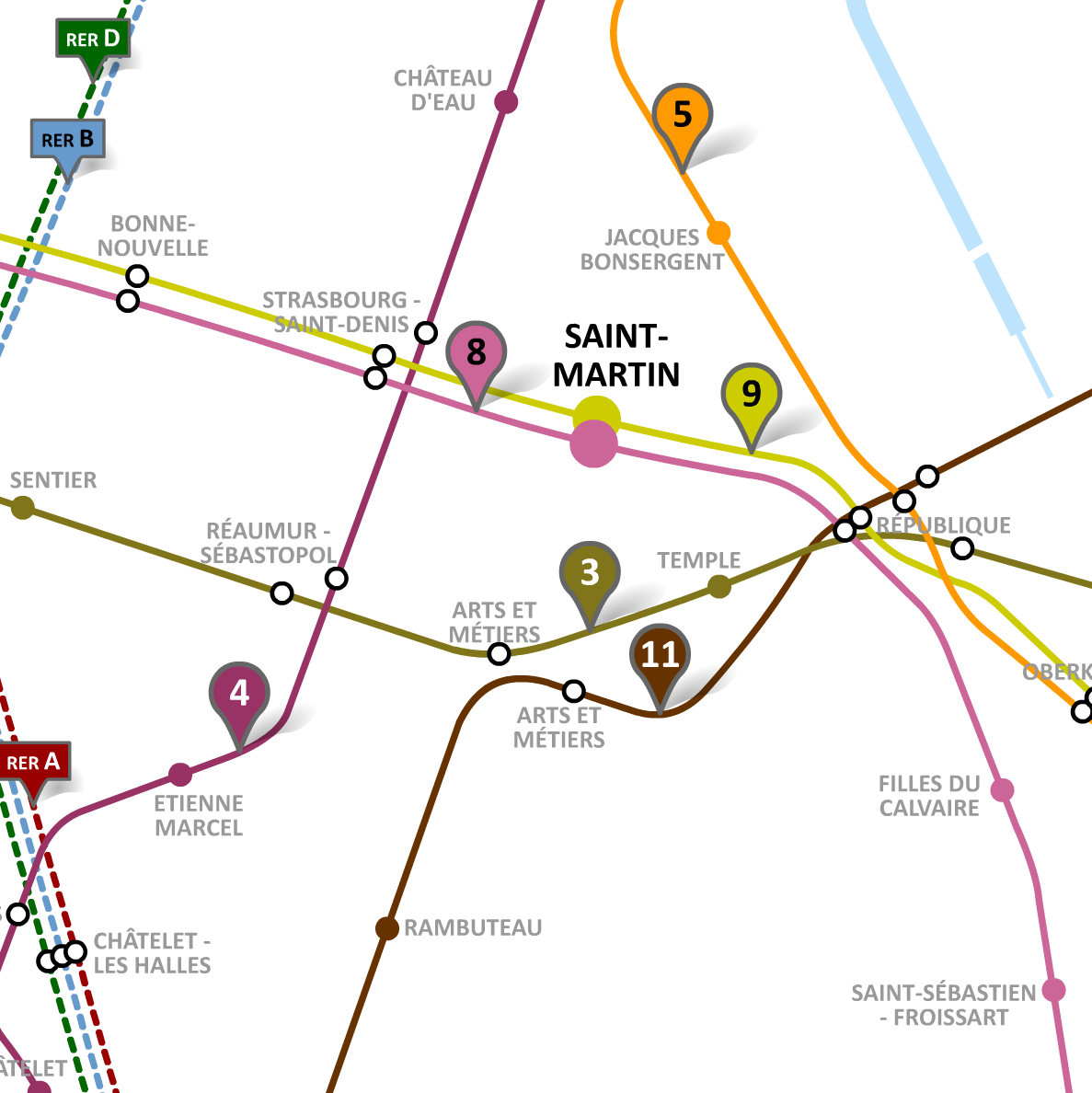
Localisation de la station.
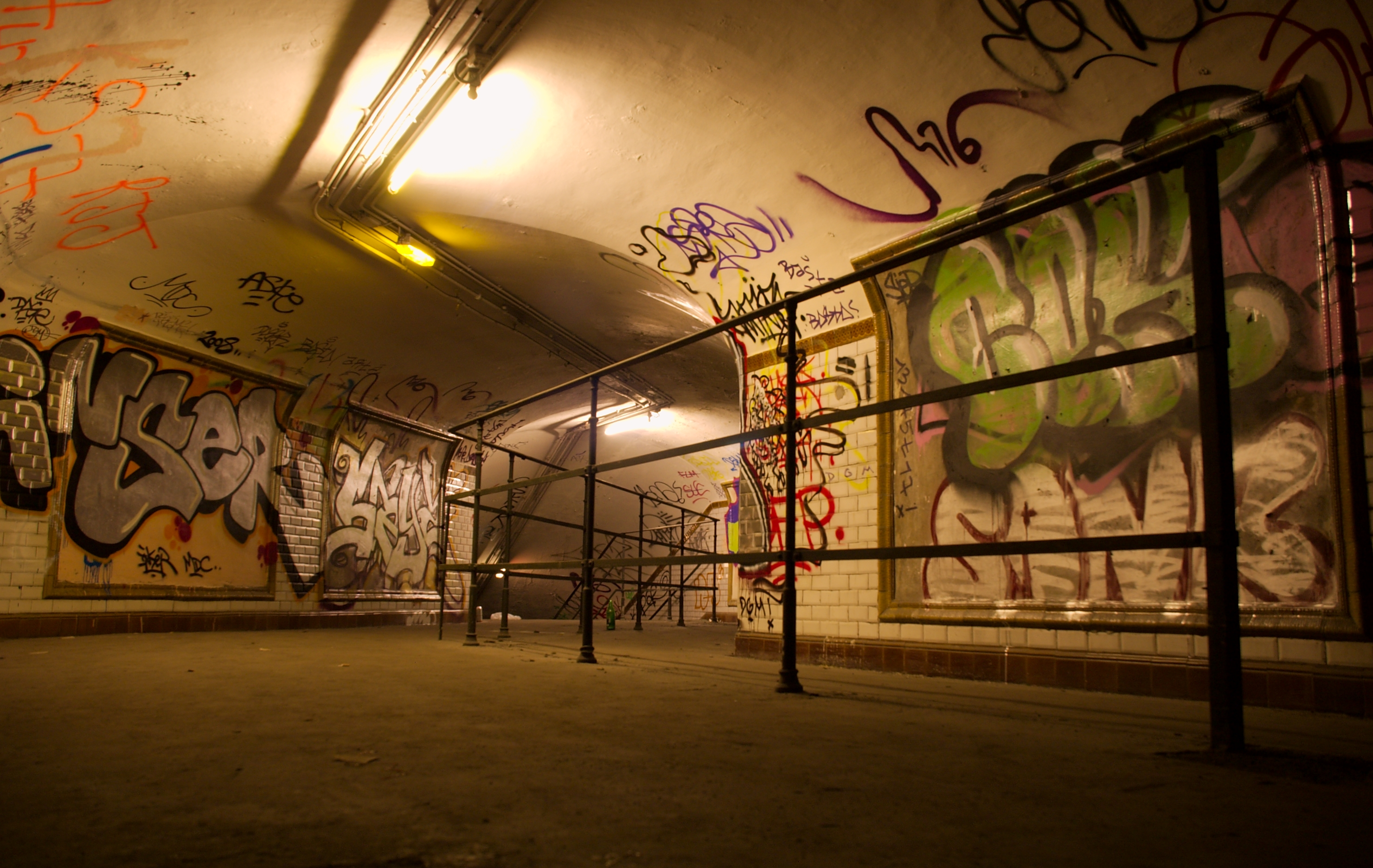
Graffitis dans couloirs.
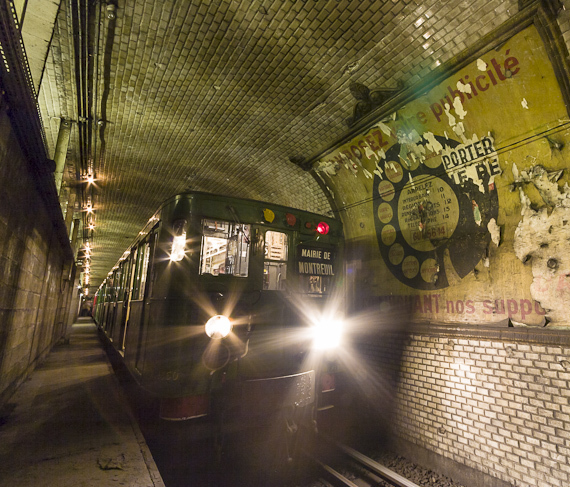
Rame Sprague-Thomson sur la ligne 8.
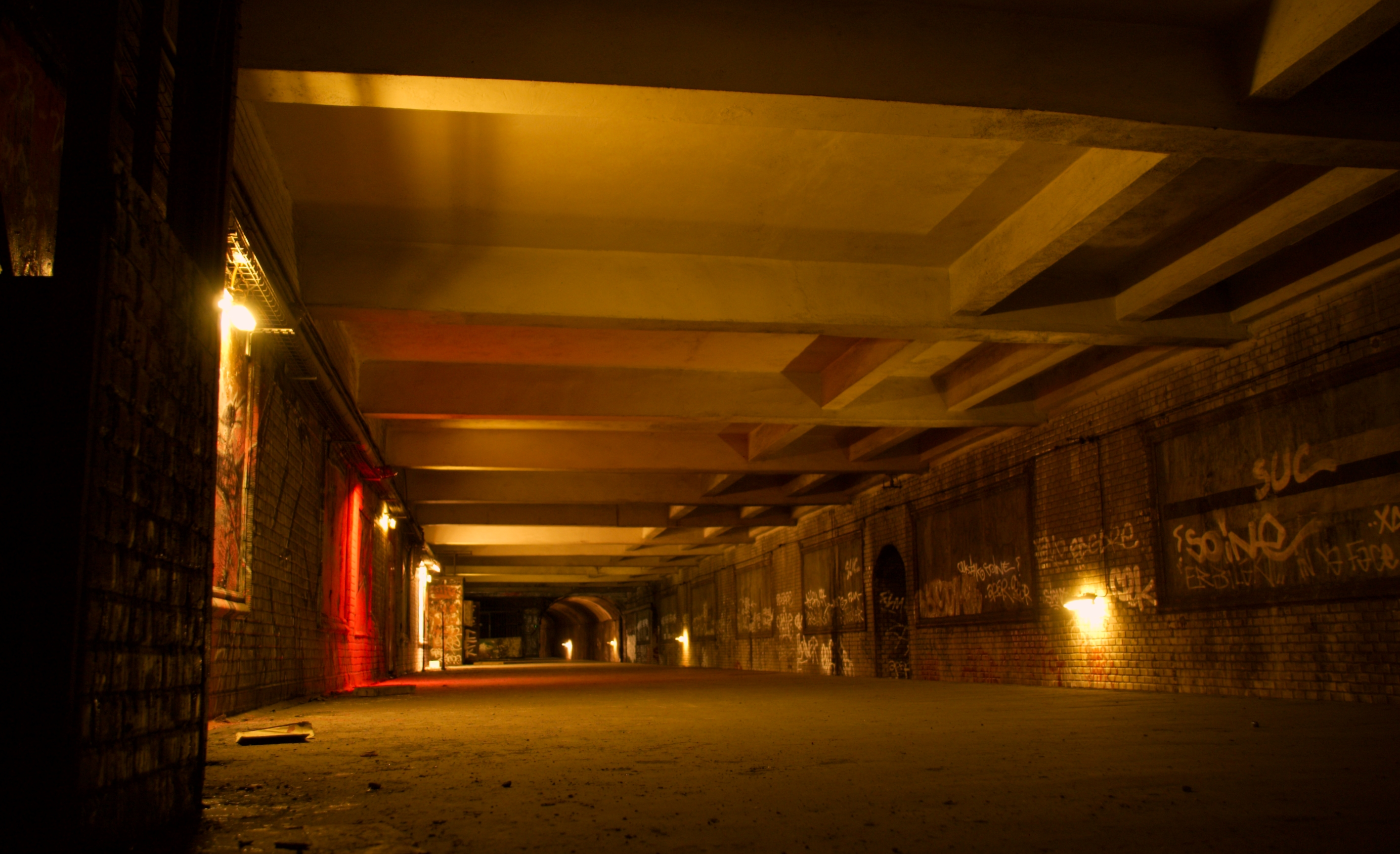
Un des quais de la ligne 9.
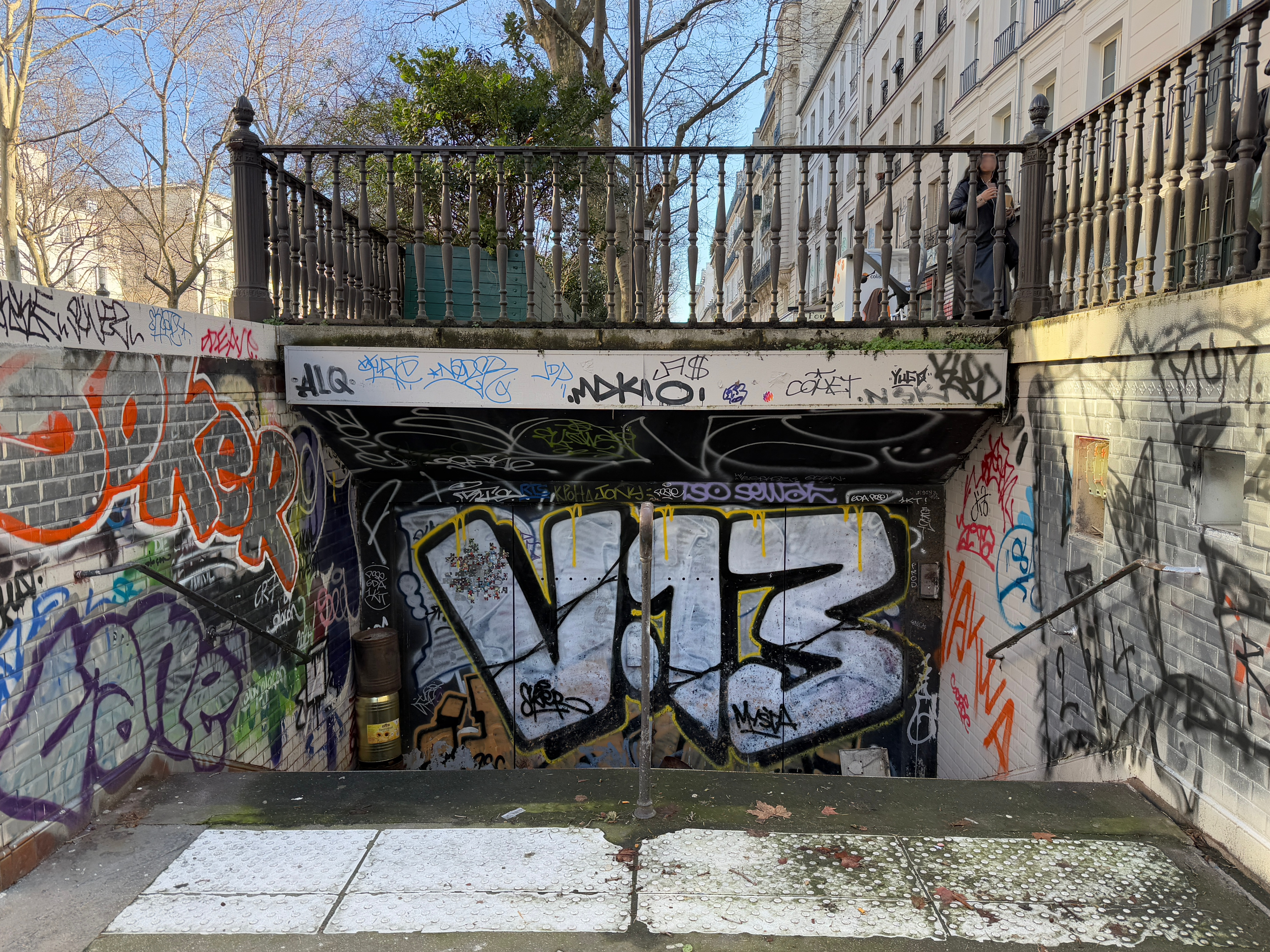
L'accès le long du boulevard Saint-Martin.